# جو دودو
جو دودو (انگلیسی: Joe Dodoo؛ زادهٔ ۲۹ ژوئن ۱۹۹۵) بازیکن فوتبال اهل غنا است.
از باشگاه‌هایی که در آن بازی کرده‌است می‌توان به باشگاه فوتبال بری و باشگاه فوتبال لستر سیتی اشاره کرد.
وی همچنین در تیم ملی فوتبال زیر ۱۸ سال انگلستان بازی کرده‌است.